# إروان موري
إروان موري (بالفرنسية: Erwan Maury)‏ هو لاعب كرة قدم فرنسي في مركز الوسط، ولد في 16 يونيو 1996 في كولمار في فرنسا. لعب مع نادي ديجون.

## وصلات خارجية
- إروان موري على موقع قاعدة بيانات كرة القدم.إي يو (الإنجليزية)
- إروان موري على موقع Soccerway.com (الإنجليزية)
- إروان موري على موقع AS.com (الإسبانية)